# 蒯恩
蒯恩（かい おん、生没年不詳）は、東晋末の軍人。字は道恩。本貫は蘭陵郡承県。

## 経歴
劉裕が孫恩の乱を討つために兵を集めると、蒯恩は承県で徴兵されて乙士となり、馬のまぐさを切る係をつとめた。蒯恩は常人に倍する大きな束を背負って、駐屯地にまぐさを運んでは、弓矢を取って戦えないことを嘆いた。劉裕はこれを聞いて、蒯恩に武器を与えた。孫恩の軍勢と戦うにあたって、蒯恩はいつも先頭に立ち、多くの首級を斬った。婁県での戦いで、左目に矢を受けて負傷した。
元興3年（404年）、劉裕が桓玄を討つべく京口で起兵すると、蒯恩は従軍して建康の平定に参加し、寧遠将軍となった。振武将軍劉道規の下で西方に逃れた桓氏一族を討ち、桓仙客を捕らえ、偃月塁を落とし、江陵を平定した。義熙2年（406年）、張堅が応城に拠って反乱を起こすと、蒯恩は張堅を撃破して、都郷侯に封じられた。義熙5年（409年）、南燕に対する北伐に従軍し、戦功を挙げた。義熙6年（410年）、盧循が建康に迫ると、蒯恩は査浦で戦って盧循軍を敗走させた。また王仲徳らとともに追撃して盧循の別将范崇民を南陵で破った。盧循が広州に逃れると、蒯恩は劉藩の下で1000人あまりを率いて始興郡で徐道覆を追撃して斬った。龍驤将軍・河間郡太守に任じられた。
義熙8年（412年）、劉裕が劉毅を討つべく兵を起こすと、蒯恩は王鎮悪とともに100隻の水軍を率いて江陵を攻撃し、陥落させた。本官のまま太尉長となり、行参軍を兼ねた。義熙9年（413年）、2000の兵を率いて朱齢石に従い、後蜀を攻撃した。彭模に進軍して戦いに参加し、朝から日没まで奮戦して蜀軍を敗走させた。成都を平定すると、正式に行参軍となり、北至県五等男に改封された。義熙11年（415年）、劉裕が司馬休之および魯宗之を討つべく兵を起こすと、蒯恩は徐逵之とともに先頭を進んだ。徐逵之が敗死すると、蒯恩は堤下に布陣した。魯宗之の子の魯軌が勝利に乗じて蒯恩を攻撃したが、蒯恩の陣は堅固でゆるがなかったため、魯軌は撤退した。江陵が平定されると、蒯恩は石城で魯軌を追撃した。魯軌は城を棄てて敗走し、蒯恩は追って襄陽に入った。魯宗之が羌のもとに逃れると、蒯恩は諸将とともに追討して魯陽関までいたり、凱旋した。蒯恩は征戦において諸将に先駆けて敵陣を陥れ、およそ百余戦して、身に重傷を負った。前後の戦功により、新寧県男に封じられた。劉裕の世子の劉義符が征虜将軍となると、蒯恩は大府佐として中兵参軍を兼ね、隨府轉中兵参軍。劉裕が北伐の軍を起こすと、蒯恩は劉義符の侍衛として建康に留まった。蒯恩は謙遜を好み、人に官位で呼ばれると、鄙人と自称した。諮議参軍となり、輔国将軍・淮陵郡太守に転じた。劉義符が開府となると、蒯恩はその下で従事中郎となり、司馬に転じた。
義熙14年（418年）、入関して桂陽公劉義真を迎えた。劉義真は青泥まで撤退したが、赫連勃勃の軍に追いつかれた。蒯恩は奮戦したが敗れ、捕らえられて敵中で死んだ。
子の蒯国才が後を嗣いだ。

## 伝記資料
- 『宋書』巻49 列伝第9
- 『南史』巻17 列伝第7